# 의정부보호관찰소
의정부보호관찰소(議政府保護觀察所)는 법원으로부터 보호관찰을 조건으로 가석방된 사람들에 대하여 보호관찰을 실시하고, 사회봉사 및 수강명령 등을 통해 범죄예방 및 건전한 사회복귀를 지원하여 국민의 안전한 생활을 보호하기 위하여 설립된 대한민국 법무부 범죄예방정책국 소속기관이다. 의정부보호관찰소장은 서기관으로 보한다. 경기도 의정부시 금오로23번길 22-52 의정부 행정타운 내에 위치하고 있다.

## 연혁
- 1992년 11월 2일 의정부지소 개청
- 2006년 2월 의정부보호관찰소로 승격 고양지소를 의정부보호관찰소 예하로 편입
- 2016년 6월 8일 현청사로 이전
- 2022년 7월 25일 남양주지소 개소

## 관할구역

### 경기도
- 의정부시
- 동두천시
- 구리시 - 남양주지소
- 남양주시 - 남양주지소
- 양주시
- 고양시-고양지소
- 파주시-고양지소
- 연천군
- 포천시
- 가평군 - 남양주지소

### 강원특별자치도
- 철원군

## 조직
- 행정지원과(조사과, 행정지원과)

```
물품 인사 등 서무 업무와 결정전조사 청구전조사 등 조사업무를 수행하고 있다.
```

- 관찰과(성인보호관찰과, 소년보호관찰과, 전자감독과)

```
보호관찰 대상자 및 전자발찌 대상자를 관리함
```

- 집행과(사회봉사과, 수강과)

```
 사회봉사명령 및 수강명령을 집행함
```

## 소속기관
- 고양지소: 고양시 일산동구 중앙로 1301 (고양시, 파주시)
- 남양주지소 : 남양주시 양진로 898 (남양주시, 구리시, 가평군)